# 21758 Адріанверес
21758 Адріанверес (1999 RT196, 1989 WS4, 21758 Adrianveres) — астероїд головного поясу, відкритий 8 вересня 1999 року.
Тіссеранів параметр щодо Юпітера — 3,585.